# Disipační systém
Disipační (též disipativní) je takový systém, ve kterém se zvyšuje organizovanost (snižuje entropie) na úkor jeho okolí - disipačním systémem tedy nikdy není systém uzavřený. Jeho koncept dobře zachycuje rozdíl mezi komplexitou a organizovaností. Termín nachází využití v termodynamice, teorii kontroly a kvantové mechanice. Mezi běžné příklady patří šíření tepla prouděním, hurikán či živé organizmy.
Podobným termínem je disipace, pojem označující nevratnou přeměnu jednoho druhu energie na jiný. Míra disipace lze označit jako podíl ztracené energie Ep na celkové energii E (je to tedy účinnost využití energie).
Statisticky je vznik disipačního systému velmi nepravděpodobný (viz entropie). Dokonce pokud probíhá výměna energie, jednotlivé částice spolu nemohou interagovat bez toho, aby energetickou entropii snižovaly (protože při jejich srážce je energie rovnoměrně rozdělena mezi obě reagující částice). Proto například pokud vidíme sníženou informační entropii (např. knížky seřazené podle jména autora), je zde vyšší pravděpodobnost, že byl systém vytvořen za nějakým účelem. Tento poznatek využívají např. genetičtí biologové při hledání funkce v souboru genů nebo astronomové při hledání zprávy od mimozemské civilizace v elektromagetickém šumu (projekt SETI).

## Entropie a živé systémy
Častým argumentem kreacionistů proti teorii evoluce bývá kontradikce s druhým termodynamickým zákonem, tedy že živé organismy, které se vyvíjejí z jednoduchých buněk, se postupně stávají složitějšími a organizovanějšími, a tím snižují míru entropie ve vesmíru. Život sám je skutečně disipační systém, nicméně druhý termodynamický zákon neporušuje, protože přijímá energii od Slunce. Tímto způsobem se vlastně snižuje větší nerovnoměrnost energie (Slunce oproti vakuu) oproti menší nerovnoměrnosti – tedy nemůžeme tvořit větší nerovnoměrnosti, než jaké nám umožňuje množství energie, které z vnějších zdrojů získáváme.
O tuto teorii, známou jako teorie nerovnovážné termodynamiky, se zasadil především Ilja Prigogine. Matematický podklad teoriím pak poskytla teorie disipativních struktur Fritjofa Capra.